# MBS TRUTH
MBS TRUTH（エムビーエストゥルース）は、株式会社テックアーツのアダルトゲームブランドで、旧名は「MBS TRUSE」であった。
なお「MBS」は「May-Be SOFT」の略であり、毎日放送（Mainichi Broadcasting System）とは一切無関係である。

## 概要
当初はコンピュータソフトウェア倫理機構（ソフ倫）審査であったが、2004年6月発売の「姉×2、オレ、妹 〜教師、同級生、後輩のカンケイ〜」以降、メディア倫理協会（現コンテンツ・ソフト協同組合メディア倫理委員会、CSA）審査に変更している。後に「MBS TRUTH Deep Blue」「MBS TRUTH Cherish Pink」と2つのブランドに分割された。CSA審査に移行後、2007年まではほとんどの作品で望月望が原画を手がけていた。
「MBS TRUSE」「MBS TRUTH」に関しては、当初ブランドロゴ制作担当がスペルミスに気付かないまま"TRUSE"で製作してそのまま発売され、数年後に気付いて修正したために二つのブランドのように見えるだけで実際は同一ブランドである。

## 作品一覧

### MBS TRUSE
- 1996年7月24日 慾
- 1997年2月20日 歪み
- 1997年5月23日 脳力者
- 1997年10月9日 DOOP(ドォープ)
- 1998年4月30日 化粧桜 ～けしょうざくら～
- 1998年8月28日 檻
- 1998年11月27日 Radical
- 1999年2月26日 召喚者
- 1999年5月28日 華の滴
- 1999年9月24日 天使の罠

### MBS TRUTH
- 真・脳力者（「脳力者」のリメイク作品）
- 灰被り姫の憂鬱
- 失格医師
- 失楽の神女（しつらくのみこ）
- DOOP ADVANCE（「DOOP」のリメイク作品）
- 未亡人 〜ぬめり合う肉欲と淫らに濡れる蜜壺〜
- WW&F 〜大正帝都伝奇譚〜
- 世界に男は自分だけ、全世界の女性を妊娠させて人類を救え！〜ザーメンキャラバン認定ソフト〜

#### Deep Blue
- お姉さん中出し痴漢列車（アニメーションを追加した「The アニメ」版が後日発売）
- もめ!乳姉妹かていきょうし11人 〜生揺れムービー付き〜
- “中出し”以外は校則違反!! 〜女子校祭・乗っ取り計画〜
- 南国さく乳アイランド 〜妊娠させて!?乳搾り〜
- せーえき瞬間っ!移動?! 〜遠隔操作魔法で、いつでもどこでも膣内射精!〜
- ワルキューレ調教・ザーメンタンクの戦乙女10人姉妹 〜「女神である私達に貴方のザーメンを…」〜
- 万引き、ダメ。絶対!! 〜清楚な万引き女子・クラス全員2本挿し!ダブルω計画〜
- OH!ステルス紳士 〜隠密ザーメン公開中出し学園〜
- 南国搾乳みるくアイランド娘。 〜発情篇〜
- OH!! マイクロマン 〜小さくなって女の子の色んなトコロに入っちゃお!〜

#### Cherish Pink
- 姉×2、オレ、妹 〜教師、同級生、後輩のカンケイ〜
- ふたりでマーヴルしちゃいます! 〜昨日の敵は今日も恋人!?〜
- ぼくと子宮（なか）出し女教師 〜先生の中は精液まみれ〜
- クラス全員オレの嫁 〜「私達のカラダは貴方のモノ」女子全員ペット宣言〜
- 童貞な女子達とボク 〜もし仮に万が一、ボクがエッチに興味津々な童貞っぽい女子ばかりいる世界に行ったとしたら〜
- メるヘン荘 〜ちょっぴり残念な娘達とメルヘン☆ドッキングな雑居生活〜
- クラス全員マヂでゆり?! 〜私達のレズおっぱいは貴女のモノ・女子全員潮吹き計画〜

## 主なスタッフ
原画
- 望月望 - 姉妹ブランドのOLE-Mに異動
- 赤木リオ - フリー、2012年以降の大半のタイトルで原画を担当

シナリオ
- 猫柳まんぼ（山田びんご）
- 和泉万夜 - 元Cycスタッフで現在フリー

## エピソード
- 「姉×2、オレ、妹」「ふたりでマーヴルしちゃいます!」では、原画を手がけた望月望が主題歌も担当した。